# Skattedeklaration
Skattedeklaration kallas den månatliga deklaration av moms och arbetsgivaravgifter som svenska näringsidkare lämnar till Skatteverket. Termen skall inte sammanblandas med självdeklaration.
Skattedeklarationen lämnas in den 12:e varje månad under förutsättning att företaget har en årsomsättning understigande 40 miljoner kronor, annars skall den vara inlämnad den 26:e, och samma dag skall den skatt och de avgifter som redovisas i deklarationen också vara inbetalda på den skattskyldigas skattekonto. I skattedeklarationen redovisar man arbetsgivaravgifter och avdragna skatter för sina anställda avseende månaden före deklarationen lämnas in samt den utgående och ingående momsen för månaden innan dess. De båda delarna av skattedeklarationen avser således inte samma redovisningsperiod (månad).
Den som endast har låg omsättning i sin näringsverksamhet, kan i stället för att vara deklarationsskyldig varje månad registreras för att lämna uppgifter om momsen i sin självdeklaration i stället. För handelsbolag och kommanditbolag gäller emellertid att de alltid skall lämna skattedeklaration, men har de låg omsättning kan de registreras för att lämna årlig skattedeklaration istället för en månatlig.
Mindre företag kan också välja att endast lämna in skattedeklarationen för moms varje kvartal (januari–mars, april–juni, och så vidare) exenpelvis avser skattedeklarationen i maj momsen för månaderna januari–mars.